# Dursun Karataş
Dursun Karataş (ur. 25 marca 1952 w Elazığ, zm. 11 sierpnia 2008 w Arnhem) – turecki działacz komunistyczny, jeden z przywódców Rewolucyjnej Partii i Frontu Wyzwolenia (DHKP-C).

## Życiorys
W 1978 założył Siły Lewicy Rewolucyjnej (DEV-SOL), które były kontynuatorką Rewolucyjnej Ścieżki (DEV-YOL). Po wojskowym zamachu stanu w 1980 został uwięziony. W więzieniu przeprowadzono reorganizację polityczną. Więźniowie DEV-SOL odmówili wykonywania rozkazów i zbojkotowali wezwania sądowe. W więzieniu Karataş napisał Haklıyız Kazanacağız (pol. Mamy rację, zwyciężymy); dzieło, które zawierało analizę błędów ruchu i listę wrogów organizacji. Zostało opublikowane w dwóch tomach w 1989, obejmujących ponad 1000 stron.
Uciekł z więzienia Bayrampasa w 1989 i przedostał się do Europy Zachodniej. 30 marca 1994, w wyniku rozpadu DEV-SOL, Karataş zorganizował DHKP-C.
Zmarł na raka 11 sierpnia 2008 w szpitalu w Holandii. Spoczywa w na cmentarzu w dzielnicy Gaziosmanpaşa w Stambule.